# Dermaal
Dermaal (van derma - de huid) betekent betrekking hebbend op de huid. Men spreekt bijvoorbeeld van dermale of transdermale toediening van geneesmiddelen, zoals de bekende nicotinepleister of het toepassen van crèmes. In plaats van dermaal wordt wel ook de term cutaan gebruikt.
Of een stof opgenomen wordt door de huid is redelijk goed voorspelbaar, de stof moet grofweg aan vier van de volgende zes regels voldoen: (regels van Lipinski):
- Het molecuul mag niet te groot zijn: maximaal molecuulgewicht is 500 Dalton.
- De Log P is kleiner of gelijk aan 5
- Het aantal waterstofbrugacceptoren is kleiner of gelijk aan 10
- Het aantal waterstofbrugdonoren is kleiner of gelijk aan 5
- Het Polar Surface Area (PSA) is kleiner of gelijk aan 110
- Het aantal roteerbare bindingen tussen atomen is kleiner of gelijk aan 5

In Nederland zijn de volgende stoffen geregistreerd voor dermale toepassing:
- fentanyl, buprenorfine: pijnstilling;
- ethinylestradiol/norelgestromin: anticonceptie;
- oestradiol: oestrogeendeficiëntie;
- testosteron: testosterondeficiëntie;
- oxybutynine: parasympathicolyticum, overactieve blaas;
- scopolamine: parasympathicolyticum, anti-emeticum;
- rotigotine: dopamine-agonist, ziekte van Parkinson;
- nitroglycerine: angina pectoris;
- nicotine: nicotineverslaving.